# Bogolubovia
Bogolubovia orientalis
Genre
Espèce
Synonymes
- Ornithostoma orientalis Bogolubov, 1914
- Pteranodon orientalis Bogolubov, 1914

Bogolubovia est un genre fossile de ptérosaure provenant de la Formation de Rybushka (en) du Crétacé supérieur (Campanien inférieur), située à Petrovsk, dans l’Oblast de Saratov, en Russie. Il est nommé en l’honneur de Nikolaï Nikolaïevitch Bogolubov, le paléontologue qui a découvert les restes en 1914. Selon Paleobiology Database en 2025, ce genre est resté monotypique et la seule espèce est Bogolubovia orientalis.

## Description
Bogolubovia aurait été un ptérosaure de taille moyenne, avec une envergure estimée entre 3 et 4 mètres (9,8 à 13,1 pieds) selon l’holotype ; un radius découvert plus tard indique une envergure de 4,3 mètres (14 pieds).

## Classification
Bogolubov avait initialement classé le spécimen — constitué d’une seule vertèbre cervicale partielle de grande taille — comme une nouvelle espèce de Ornithostoma, O. orientalis. Il a ensuite été reclassé comme une espèce de Pteranodon, avant d’être attribué à un genre distinct au sein des Pteranodontidae par Lev Nesov et Alexander Yarkov en 1989,. L’holotype a probablement été perdu, mais d’autres restes partiels ont été rattachés au genre.
Certains paléontologues l’ont considéré comme un probable membre de la famille des Azhdarchidae. En 2008, il a cependant été considéré comme un nomen dubium qui pourrait en réalité être identique au genre Volgadraco, un autre ptérosaure russe. En 2020, Averianov et Arkhangelsky ont suggéré que les vertèbres cervicales de Bogolubovia sont similaires à celles de Volgadraco, reconsidéré comme un pteranodontidé, ce qui indiquerait que ce genre appartient probablement aux Pteranodontidae. De nouveaux restes décrits en 2022 ont suggéré que Bogolubovia et Volgadraco étaient toutes deux des espèces valides de pteranodontidés.